# Dehesa de Vallejera
La Dehesa de Vallejera es un gran terreno de pasto, propiedad del Ayuntamiento de Vallejera de Riofrío. 
Con 75 hectáreas se convierte en el probablemente el prado más grande del término municipal, y concretamente ocupa casi el 19% del total del término. A él antiguamente se incorporaban las vacas de todos los vecinos del pueblo para que pastaran y cambiaran de lugar. 
Cuenta con muchos manantiales y fuentes de agua fresca que persisten durante todo el año, por lo que en verano pueden estar allí sin temor de que se queden sin agua. Actualmente ya está muy poco utilizado. Se encuentra a 1,5 km del pueblo aproximadamente y su parte sur alcanza al término municipal de Béjar. 
Su altitud es de unos 1 090 m aproximadamente en su parte más baja, y en la zona más elevada podría alcanzar los 1 200 m (En la Covacha o antiguo campo de Fútbol).